# Lukavac (Slatina)
Lukavac is een plaats in de gemeente Slatina in de Kroatische provincie Virovitica-Podravina. De plaats telt 99 inwoners (2001).